# Bouche de métro
Pour les articles homonymes, voir Bouche (homonymie).

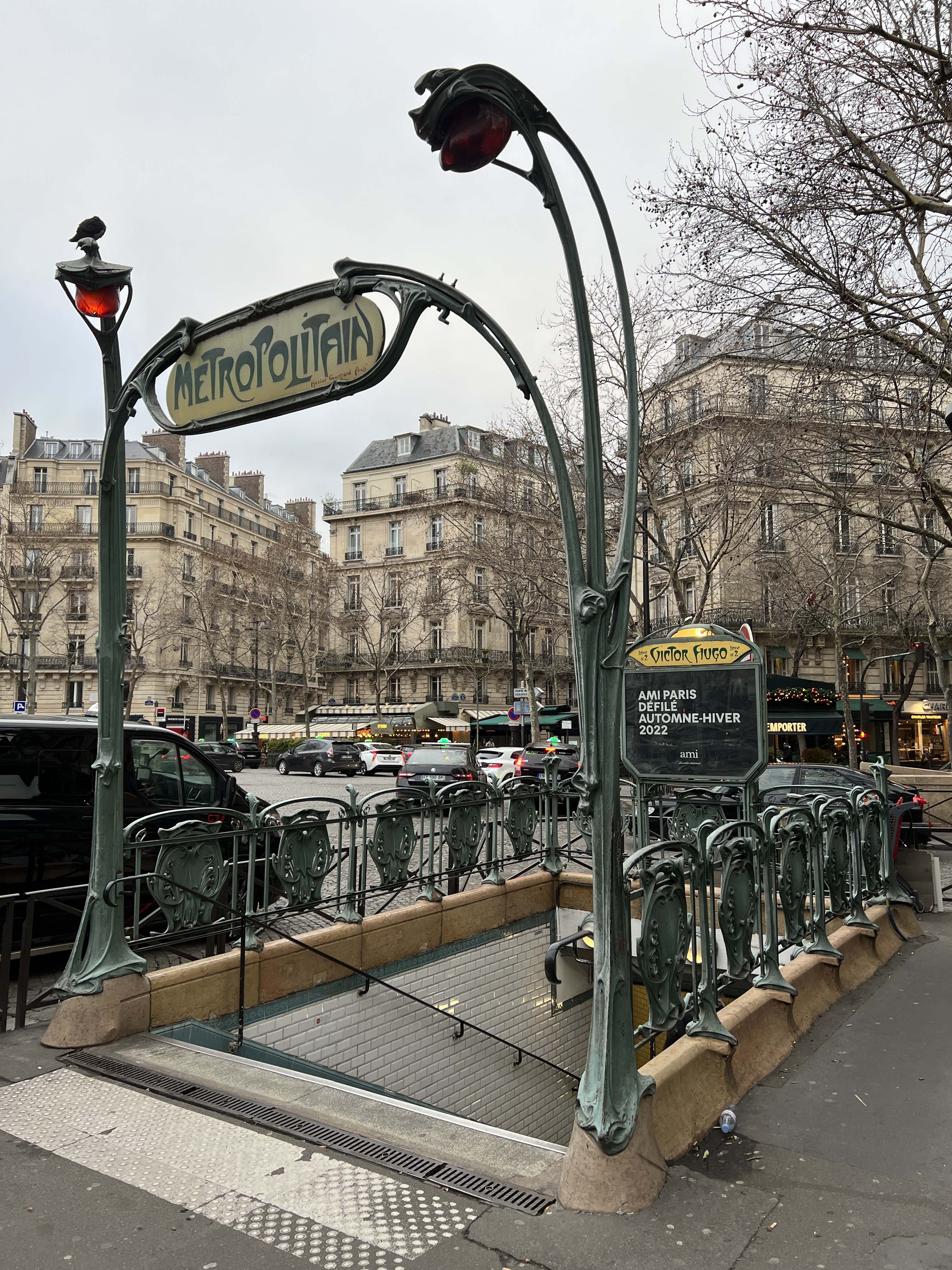
Bouche du métro de Paris, non couverte mais dotée d'un entourage Guimard (station Victor Hugo).

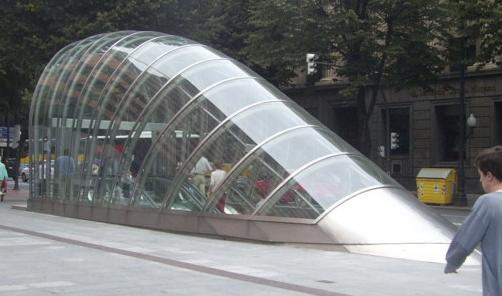
Bouche du métro de Bilbao, recouverte par un fosterito, édicule créé par Norman Foster (station Moyua).

Une bouche de métro est une ouverture pratiquée dans le sol de la voie publique, généralement le trottoir, pour permettre aux voyageurs d'un métro d'accéder à une station souterraine et à ses couloirs ou d'en sortir.
Elle est par définition située en extérieur. Lorsqu'un accès au métro se trouve dans un bâtiment, on parle simplement d'« entrée ».
Équipée d'un ou plusieurs escaliers permettant de descendre sous terre, elle est parfois dotée d'un édicule protégeant les voyageurs des intempéries ; ce n'est cependant pas toujours le cas en centre-ville, en raison de contraintes d'espace.
Une même station peut être équipée de plusieurs bouches dont certaines peuvent être réservées à certaines destinations parmi celles desservies par la station.
Les abords des bouches de métro sont propices à la distribution de tracts et de journaux gratuits.
Il arrive que ce type d'installation soit confondu par des automobilistes avec une entrée de parking souterrain, ce qui peut poser des problèmes pour la sécurité des usagers,,,,.